# Княз Борис I (булевард във Варна)
„Княз Борис I“ е основен транспортен и отчасти пешеходен булевард на град Варна, който преминава през голяма част от града в посока изток-запад. Булевардът започва като продължение от улица „1-ва“ и завършва при площад „Независимост“ и през годините постоянно е удължаван. До 1992 г. условно е стигал до края на ж.к. „Чайка“ под името бул. „Ленин“. От там естествено продължава като четирилентов път (улица „1-ва“) до к.к. „Златни Пясъци“. С решение на Общинския съвет на гр. Варна №36 от 2011 г. продължението на булеварда до к.к. Св. Константин и Елена е преименувано от улица „1-ва“ на бул. „Княз Борис I“ от началото на булеварда.

## Изграждане
Данните от археологически разкопки в района на днешната улица позволяват да се заключи, че в районът й попада късноантичната крепостна стена в североизточната част на римския Одесос, ориентирана в посока изток – запад. Налице са данни от разкрити погребения, които позволяват строителството на късноантичната крепостна стена на града да се отнесе към края на ІV– началото на V в. Археологически разкопки на прилежащата крепостна стена сочат данни за преминаващ перпендикулярно през нея акведукт и други елементи на водопроводната система на късноантичния и късносредновековния град.
Според изворите, през ноември 1888 г. улица „Цар Борис“ се споменава като една от по-главните улици на града, като започва от Мусаллата и завършва на Ченгене пазар.
През 1908 г. улица „6-и септември", която започва пред църквата Свети Николай, след направен пробив достига ул. „Цар Борис“. През 1946 г. двете улици се обединяват под името бул. „9-и септември“, а през 1958 г. булевардът е преименуван на бул. „Ленин“. Изграждането на булеварда може да се раздели на три етапа. До тридесетте години на ХХ век е изградена западната част, която достига до бул. „Цар Освободител“. Тук са съсредоточени всички сгради, които днес са архитектурни ценности.

## Архитектурна история
Булевард „Княз Борис I" е изграждан въз основа на по-стара пътна артерия, като расте в източна посока и най-старата му западна третина е основана съгласно утвърдения през 1900 г. с княжески указ Генерален план на Варна и с решение на Общинския съвет от 1897 г. Според тези документи по главните улици трябва да се строят сгради не по-ниски от два етажа, като фасадите трябва да бъдат представителни и с подравнени корнизи. Днес повече от половината от тези здания са защитени сгради с архитектурна стойност. Сред тях е построената през 1883 г. къща на Яни Пуриоти, предназначена за жилище и питейно заведение, която по-късно се ползва от Варненската библиотека, а на партерния етаж са разположени бирария-тунел, книжарница, а след това и сладкарница от веригата „Пчела“. От 1945 г. до днес на партера функционира ресторант, като подобна е историята и на съседните сгради на тази част от булеварда. На мястото на сградата на „Княз Борис I" 10 е работела Птичата чешма (Куш чешме), построена през 1840 г. и разрушена през 1912 г. Архитекти като Ангел Леонкев и Дабко Дабков са създали няколко сгради, разположени на пешеходната част от булеварда. Сред тях е построената през 1928 г. къща на Исак Мешулам, акционер и директор на първата стъкларска фабрика в България, разположена в близкото тогавашно село Гебедже. Дабков проектира и разположения в пешеходната част на булеварда гранд хотел „Лондон“, съхранен и до днес.
През периода 1928 – 1932 г. през булеварда преминават процесиите на провежданите във Варна селскостопански изложения на тогавашната Шуменска област, включваща Варненска, Русенска и Шуменска околия. След 1944 г. на булеварда се провеждат манифестации по случай националните празници 1 май, 24 май, 9 септември и 7 ноември. Пешеходната част на булеварда е известна сред жителите като Гезмето (от турската дума Гезме, на турски: gezme – излизам на разходка). Тя започва от пл. „Независимост“ и завършва до Морската градина. През 1962 г. арх. Камен Горанов проектира на наречения тогава бул. „Ленин“ 65 сградата на постоянната Художествена галерия с помещения за Съюза на културните дейци, но тази сграда днес е разрушена, а парцелът презастроен. През 1970 г. след международен конкурс за построяване на варненски универсален магазин на булеварда са разрушени шест сгради с номера от 12 до 20. Строежът е останал на кота нула от 1990 г., тъй като при изкопните работи са разкрити останки от първата крепостна стена и монолитни каменни зидове от древни постройки на гръцкия и римски Одесос.
От 2005 г. датира обявяването на булевардите „Княз Борис I“ и „Сливница“ за групов паметник на културата със система от ансамбли с конкретен режим на опазване.
- Улица „Цар Борис“, 1907 година
- Кръстовището с улица „Канална“, 1930
- 1930 – Магазинът за бонбони на Балъкчиеви – вляво, на ъгъла с днешната ул. „Воден“. Вдясно – сграда на Арменското дружество
- 1935 – Ресторант „Морско око“, по-късно „Севастопол“[7]
- 1935 – Сиренарница „София“ и пекарната на Георги Янев
- Сладкарница „Пчела" (вляво) и кафене-хотел „Лондон", преди 1930 г.
- Ресторант (вляво) и хотел, 2017 г.
- Статуя на арх. Дабко Дабков пред хотел „Мусала“

## Други забележителности
- Статуя на арх. Дабко Дабков – арх. Дабко Дабков e проектирал и участвал в изграждането на повече от 200 знакови сгради в морската столица. Паметникът е изработен от скулптора Веселин Костадинов по негова фотография от 1922 г. Открит е на 6 април 2016 г.[8]
- Статуя „Разходка" - На пешеходната зона е поставена скулптурата „Разходка". Тя е създадена през пролетта на 2017 г. от скулптора Веселин Костадинов, който черпи идеята си от настроението на улицата, и представлява жена, която бърза за разходка или среща. Има височина 2,20 м и е изработена от цветни стъкла и месинг.[9][10]